# Eva Gustafsson
Eva Gustafsson, född 16 december 1954, är en svensk före detta friidrottare (medeldistans) som tävlade för klubben Kils AIK och senare (på 1990-talet) SOK Sisu. Hon utsågs år 1978 till Stor Grabb/tjej nummer 298. Vid det brasilianska årliga Sylvesterloppet kom hon åren 1975 till 1977 trea, tvåa respektive trea. Hon kom på elfte plats vid terräng-EM 1974.

## Personliga rekord
- 800 meter - 2.09,3 (Karlstad 29 juni 1976)
- 1 500 meter - 4.17,69 (Stockholm 14 juni 1977)
- 3 000 meter - 9.12,06 (Stockholm 31 juli 1974)
- 5 000 meter - 16.07,0 (Jakobstad 30 maj 1976)
- 10 000 meter - 35.40,82 (Kristiansand Norge 3 juli 1992)
- Halvmaraton - 1:18.33 (Karlstad 16 september 1990)
- Maraton - 2:43.48 (Stockholm 1 juni 1991)